# Poecilimon karabagi
Poecilimon karabagi är en insektsart som först beskrevs av Willy Adolf Theodor Ramme 1942.  Poecilimon karabagi ingår i släktet Poecilimon och familjen vårtbitare. Inga underarter finns listade i Catalogue of Life.